# فلورين رادوتشويو
فلورين رادوتشويو (بالرومانية: Florin Răducioiu)‏، من مواليد 17 مارس 1970 في بوخارست في رومانيا، لاعب كرة قدم روماني سابق.

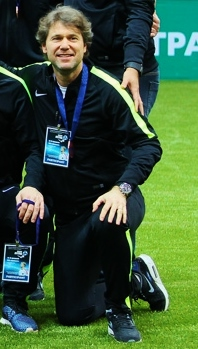
فلورين رادوتشويو

بدأ مسيرته الكروية مع نادي دينامو بوخارست في عام 1985، ولعب معهم حتى عام 1990، وشارك معهم في 76 مباراة وسجل 29 هدف، وفي موسم 1990/1991 انتقل إلى نادي باري الإيطالي، ولعب معهم 30 مباراة وسجل 5 أهداف، وفي موسم 1991/1992 انتقل إلى نادي فيرونا الإيطالي، ولعب معهم 30 مباراة وسجل هدفين، وفي موسم 1992/1993 انتقل إلى نادي بريشا الإيطالي، ولعب معهم 29 مباراة وسجل 13 هدف، وفي موسم 1993/1994 انتقل إلى نادي إيه سي ميلان الإيطالي، ولعب معهم 7 مباريات وسجل هدفين، وفي عام 1994 انتقل إلى نادي أسبانيول، ولعب معهم حتى عام 1996، وشارك معهم في 46 مباراة وسجل 14 هدف، وفي موسم 1996/1997 انتقل إلى نادي وست هام يونايتد الإنجليزي، ولعب معهم 11 مباراة وسجل هدفين، وفي نفس الموسم لعب مع نادي أسبانيول، وشارك معهم في 10 مباريات وسجل 5 أهداف، وفي موسم 1997/1998 انتقل إلى نادي شتوتغارت، وشارك معهم في 19 مباراة وسجل 4 أهداف، وفي عام 1998 انتقل إلى نادي بريشا الإيطالي، ولعب معهم حتى عام 2000، وشارك معهم في 37 مباراة وسجل 5 أهداف، وفي موسم 2000/2001 انتقل إلى نادي دينامو بوخارست، ولعب معهم 8 مباريات وسجل هدف واحد، وفي موسم 2001/2002 انتقل إلى نادي موناكو، ولعب معهم 12 مباراة وسجل هدفين، وفي عام 2004 انتقل إلى نادي سيرتيل لوسيتانوس، ولعب معهم 9 مباريات وسجل هدف واحد.
و قد لعب مع منتخب رومانيا لكرة القدم بين عامي 1988 و1996، وشارك معهم في 40 مباراة وسجل 21 هدف.

## مسيرته الكروية
لعب فلورين رادوتشويو خلال مسيرته الاحترافية مع 10 أندية في عشرون موسمًا وسجل خلالها 83 هدفًا ضمن 333 مباراة. حيث فاز في ثلاثة مواسم بالكأس وفي موسمين بالدوري.
خاض فلورين رادوتشويو مسيرته مع نادي دينامو بوخارست في موسم 1985–86 ليلعب معه ستة مواسم، مشاركًا في 84 مباراة سجل خلالها 30 هدف. ثم انتقل إلى نادي باري في موسم 1990–91 لمدة موسم واحد، حيث شارك في 30 مباراة سجل خلالها 5 أهداف. لينتقل بعدها إلى نادي هيلاس فيرونا في موسم 1991–92 لمدة موسم واحد، مشاركًا في 30 مباراة سجل خلالها هدفين. ثم انتقل إلى نادي بريشيا في موسم 1992–93 في المرة الأولى لمدة موسم واحد ثم في موسم 1998–99 ولمدة موسمين، مشاركًا طوالها في 66 مباراة سجل خلالها 17 هدفًا. هذا وانتقل لاحقًا إلى نادي إيه سي ميلان في موسم 1993–94 لمدة موسم واحد، مشاركًا في 7 مباريات سجل خلالها هدفين. ثم انتقل بعدها إلى نادي إسبانيول في موسم 1994–95 واستمر معه طيلة ثلاثة مواسم، مشاركًا في 65 مباراة سجل خلالها 18 هدفًا. ليعود وينتقل من جديد، لكن هذه المرة إلى نادي شتوتغارت في موسم 1997–98 لمدة موسم واحد، مشاركًا في 19 مباراة سجل خلالها 4 أهداف. لينتقل بعدها إلى نادي موناكو في موسم 2000–01 ولمدة موسمين، مشاركًا في 12 مباراة سجل خلالها هدفين. ثم لعب في نادي كريتيل في موسم 2003–04 لمدة موسم واحد، مشاركًا في 11 مباراة ولم يسجل أي هدف.

## روابط خارجية
- فلورين رادوتشويو على موقع الاتحاد الدولي (مؤرشف)  (الإنجليزية)
- فلورين رادوتشويو على موقع الاتحاد الأوربي (الإنجليزية)
- فلورين رادوتشويو على موقع قاعدة بيانات كرة القدم.إي يو (الإنجليزية)
- فلورين رادوتشويو على موقع بيانات كرة القدم. دي إي (الألمانية)
- فلورين رادوتشويو على موقع ناشيونال فوتبول تيمز (الإنجليزية)
- فلورين رادوتشويو على موقع Soccerway.com (الإنجليزية)
- فلورين رادوتشويو على موقع عالم كرة القدم.نت (الإنجليزية)